# Jules Coelst
Jules Coelst, né à Tirlemont, le 11 février 1870 et mort à Bruxelles, le 27 mai 1946 est un homme politique belge membre du Parti social-chrétien. En tant que bourgmestre faisant fonction de Bruxelles, il participe au raidissement des autorités bruxelloises vis-à-vis de la question juive en refusant notamment de faire appliquer l'ordonnance allemande relative à l'obligation du port de l'étoile juive en 1942.

## Biographie
Jules Émile François Coelst, né à Tirlemont le 11 février 1870, est le fils de Jacques Coelst, jardinier, et de Carolina Stels. Le 10 juin 1893, il épouse Marie Érémence Coeckelberghs à Tirlemont.
Il fait des études de pharmacien à l'Université catholique de Louvain dont il sort diplômé en 1892.
En novembre 1895, Jules Coelst est élu conseiller communal de Laeken. Il devient rapidement le chef de file des catholiques. Le 3 janvier 1908, il est nommé échevin. Il le reste jusqu'à l'annexion de Laeken par Bruxelles en 1921. La même année, après les élections, il devient d'abord conseiller communal, puis échevin de l'état-civil du deuxième district et échevin du culte et des inhumations.
De 1921 à 1929, il est également conseiller provincial.  En 1934, il devient l'échevin de l'état-civil et, en 1935, échevin des finances. En 1938, sous son action, ses « Catholiques unis » se rapprochent des « Classes moyennes » qui tiennent un discours mâtiné d'antisémitisme et de xénophobie. En 1939, Jules Coelst entend voir limiter le flot des immigrants.
Lors de la Seconde Guerre mondiale, Joseph Vandemeulebroek, bourgmestre de Bruxelles est arrêté le 30 juin 1941 et déporté en Allemagne. Jules Coelst le remplace et assure la fonction jusqu'au 24 septembre 1942. À cette date, Bruxelles est fusionnée avec sa banlieue dans le Groß-Brüssel et l'occupant nomme comme bourgmestre de la nouvelle entité le flamingant Jan Grauls. Durant son mandat, Jules Coelst s'oppose à l'application de l'ordonnance allemande du 27 mai 1942 concernant l'imposition du port de l'étoile de David. Il refuse également que la police de Bruxelles soit impliquée d'une quelconque manière dans les rafles organisées par l'occupant dans le but d'acheminer les ressortissants juifs vers la caserne Dossin à Malines en vue de leur déportation. Ce courage conduit, en 1944, à son arrestation par la Gestapo. Il est déporté à Cologne en Allemagne puis en Autriche au camp de Plansee. C'est là qu'il est libéré par l'armée américaine en avril 1945.
Sa santé est toutefois altérée par ses conditions de détention. Il décède à Bruxelles, le 27 mai 1946, reçoit des funérailles à l'église Saint-Roch de Bruxelles et est inhumé au cimetière de Laeken. 

## Distinctions
Il est titulaire de nombreuses distinctions :
- Grand officier de l'ordre de Léopold.
- Commandeur de l'ordre de Léopold II.
- Chevalier de l'ordre de la Couronne.
- Officier de la Légion d'honneur (France).
- Commandeur de l'ordre de la Couronne de chêne (Luxembourg).
- Grand officier de l'ordre de la Couronne d'Italie.
- Commandeur de l'ordre de Charles III.
- Grand officier de l'ordre de la Couronne (Roumanie).
- Grand officier de l'ordre du Phénix Grèce).
- Grand officier de l'ordre du Nil (Égypte).
- Commandeur de l'ordre de l'Étoile d'Éthiopie.

## Publications
- Contre la flamandisation de Bruxelles par la contrainte, La Libre Belgique, 21/05/1932.
- Souvenirs sur Adolphe Max, La Revue belge, 1 et 15 mars 1940.